# Plagiochila paraphyllina
Plagiochila paraphyllina là một loài rêu trong họ Plagiochilaceae. Loài này được Herzog mô tả khoa học đầu tiên năm 1934.